# Il Mondo (chanson)
Il Mondo (« Le Monde ») est une chanson composée par Carlo Pes, Lilli Greco, Gianni Meccia et Jimmy Fontana, et interprétée par ce dernier. Les arrangements sont d'Ennio Morricone.
La chanson est jouée la première fois lors de l'édition 1965 d'un disco per l'estate.
Le tube culmine à la première place pendant quatre semaines entre juillet et octobre 1965 au hit-parade italien. C'est la chanson la mieux vendue de Jimmy Fontana.

## Classements hebdomadaires
| Classement | Meilleure position |
| ---------- | ------------------ |
| Autriche   | 9                  |
| Brésil     | 43 (39 en 1966)    |
| Italie     | 1                  |

## Reprises

### En France
La chanson adaptée en français s'intitule Un monde fait pour nous est enregistrée par Hervé Vilard et par Richard Anthony.

### En anglais
Une version en anglais est écrite par Robert Mellin avec le titre My World, et enregistrée par The Ray Charles Singers, The Bachelors et Engelbert Humperdinck. Fontana lui-même prend une version espagnole, intitulée El Mundo, au sommet des charts espagnols en 1965.

### En Amérique latine
La version espagnole est également reprise par le célèbre chanteur cubain Roberto Faz et le chanteur mexicain Javier Solis. La chanson connaît aussi le succès en Amérique latine, en particulier en Argentine, grâce à son inclusion dans le telenovela Dulce Amor.

### En Espagne
En 2011, Sergio Dalma inclut une version de la chanson sur Via Dalma II, sa deuxième collection de chansons italiennes interprétées en espagnol. Publié en tant que premier single du disque, El Mundo se hisse à la 10e place du classement officiel publié par Productores de Música de España.

### En Italie
La chanson est ensuite reprise par plusieurs artistes dont Gianni Morandi, Milva, Il Volo, Patrizio Buanne, Ornella Vanoni, Claudio Baglioni, Gianna Nannini, Franco Simone, Karel Gott, Dyango, Al Bano, Punkreas & Piotta.
Il Mondo est également utilisé dans plusieurs films, dont About Time de Richard Curtis, et Alceste à bicyclette de Philippe Le Guay, ainsi que le générique d'ouverture de la mini-série télévisée italienne Il miracolo.

## Liste des pistes
7" simple – PM45-3316
1. Il Mondo (Meccia - Fontana - Pes - Greco) - 2:37
2. Allora Sì (Fontana - Pes) - 2:37